# Финстар Банк
«Финстар Банк» — российский региональный банк, осуществляющий деятельность на территории Москвы, Санкт-Петербурга и Ленинградской области.

## История
Банк был зарегистрирован ЦБ РФ в марте 1995 года в Красноярске под названием «Сибирский индустриальный акционерный банк». В 2003 году произошла смена собственников, банк был перерегистрирован в Санкт-Петербург и сменил название на «Санкт-Петербургский индустриальный акционерный банк». 
В 2005 году банк был включён в Систему страхования вкладов. В 2007 году банк стал аффилированным членом международной платёжной системы MasterCard.
В 2008 году банк стал ассоциированным членом международной платежной системы VISA.
В том же году банк стал участником программы Фонда содействия кредитованию малого бизнеса.
В 2009 году банк получил бессрочную лицензию биржевого посредника, совершающего товарные, фьючерсные и опционные сделки в биржевой торговле. Создал собственный процессинговый центр для развития розничного бизнеса на базе банковских карт.
В 2010 году, первым среди банков Северо-Западного федерального округа, Банк СИАБ запустил мобильное приложение для iPhone — SIAB-Mobile.
В 2011 году банк получил статус принципиального члена международной платежной системы MasterCard. Была запущена услуга совместно с УФССП по проверке, оплате задолженности и снятию ограничения на выезд за границу.
В 2012 году получен сертификат соответствия стандарту PCI DSS. В том же году Банк СИАБ включен в реестр Федеральной Таможенной Службы России, что даёт банку возможность выступать в качестве гаранта перед таможенными органами.
2013 год
- Национальное рейтинговое агентство подтвердило индивидуальный рейтинг кредитоспособности уровня «А-» (высокая кредитоспособность, третий уровень);
- по проекту «Сверхкарта» - карта Cash Back Online запущены новые программы: "Бизнес-класс" и "Лайт";
- реализовано бескомиссионное пополнение карт банка в терминальной сети НКО «Лидер»;
- внедрена технология обеспечения безопасности оплаты в интернет MasterCard SecureCode[12];
- реализована совместная программа по эквайрингу карт с технологией pay pass в сети гипермаркетов Лэнд[13];
- создан SIAB Premium Club – отделение для обслуживания VIP-клиентов. Oфис признан одним из лучших в стране на конкурсе BEST OFFICE AWARD 2013 [14];
- ребрендинг банка стал победителем в наиболее престижном международном конкурсе REBRAND 2013 г. (США) [15];
- банк возглавил рейтинги безопасности мобильных банковских приложений для iOS и Android, проведенных экспертом в области аудита безопасности - компанией Digital Security[16].

2014 год
- Банк получил право выступать гарантом исполнения контрактов при госзакупках[17];
- банк начал осуществлять кредитование в рамках обеспечения заявок на участие в открытых аукционов на электронных площадках.

2015 год
- Наименования банка приведено в соответствие с требованиями законодательства;
- открыто 2 полноформатных офиса: ДО «Приморский» и ОО «Всеволожский»;
- расширена продуктовая линейка для юридических лиц: запущены пакетные предложения по РКО, услуга резервирование номера счета и услуги «Выезд менеджера», SMS-информирование;
- для физических лиц: запущено новое приложение мобильного банка SIAB-Mobile, организованы денежные переводы через платежный сервис «Золотая Корона»[18];
- запущены инвестиционные продукты для физических лиц: доверительное управление, индивидуальный инвестиционный счет;
- банк подключился и начал работать через Национальную систему платежных карт;
- в конце 2015 года банк стал прямым участником Мир (платёжная система)[19];
- национальное рейтинговое агентство в 2015 году подтвердило рейтинг кредитоспособности банка на уровне «A–».

2016 год
- Для юридических лиц введена услуга "SMS-информирование о списании и зачислении денежных средств";
- в июне банк приступил к эмиссии карт «Мир»; в декабре запустил пилотный проект для Петербурга по выпуску карт Мир (платёжная система) с транспортным приложением "Подорожник", позволяющим совершать банковские операции и оплачивать проезд на общественном транспорте [20];
- в течение года также был реализован ряд других решений:

-ДО «Петроградский» изменил адрес местонахождения на Большой пр. П.С., д. 33.
-реализовано решение по оплате налогов через сайт ФНС РФ www.nalog.ru;
-установлены терминалы на территории продовольственных магазинов сети «Естный».
- банк вошел в состав Ассоциации региональных банков России[21];
- рейтинговое агентство «Эксперт РА» присвоило рейтинг кредитоспособности Банка на уровне А «Высокий уровень кредитоспособности» [22].

2017 год
В рамках корпоративного бизнеса реализован ряд мероприятий:
- совместно с «Такси 068» запущена программа лояльности для корпоративных клиентов[23].

В рамках розничного бизнеса реализованы следующие проекты:
- внедрена технология «MirAccept», обеспечивающая безопасность платежей;
- запущена эмиссия карты «Мир» для пенсионеров[24];
- банк подключился к программе лояльности «Привет, Мир!» [25];
- введены новые вклады «Доходный месяц»[26], «На высоте» [27]; «Искусство роста» [28];
- запущен сервис переводов «с карты на карту»[29];
- введена услуга по открытию счетов эскроу для расчетов при покупке-продаже недвижимости[30];
- в партнерстве с СК «Согласие» предложен продукт по страхованию имущества и гражданской ответственности за причинение вреда третьим лицам – «Бизнес-конструктор».

По части PR-коммуникаций произошли следующие события:
- по итогам конкурса банковских сайтов, проводимого Ассоциацией банков Северо-Запада, сайт банка признан лучшим сайтом среди финансовых учреждений Санкт-Петербурга;
- банк получил диплом Фонда содействия кредитованию малого и среднего бизнеса. Кредитная организация отмечена за профессионализм и долгосрочную работу по программе предоставления поручительств по кредитным договорам субъектов малого и среднего предпринимательства;
- Президент-Председатель Правления Банка SIAB Галина Фадеевна Ванчикова стала одним из лауреатов ежегодной премии «Влиятельные женщины Петербурга», проводимой газетой «Деловой Петербург» [31];
- на ежегодном форуме пользователей программных продуктов TranzWare/TranzAxis компания Compass Plus наградила Банк SIAB за сотрудничество и развитие технологий;
- банк провел несколько экскурсий для иностранных студентов – участников летних школ ведущих ВУЗов Санкт-Петербурга;

2018 год
В рамках корпоративного бизнеса реализован ряд мероприятий:
- обновлен раздел сайта по расчетно-кассовому обслуживанию;
- обновлена система дистанционно-банковского обслуживания юридических лиц[32].

В рамках розничного бизнеса реализованы следующие проекты:
- запущен новый вклад «Чемпион» [33];
- банк приступил к обслуживанию карт международной платежной системы China UnionPay в рамках торгового эквайринга [34].

По части PR-коммуникаций произошли следующие события:
- Президент-Председатель Правления Банка SIAB Галина Фадеевна Ванчикова стала одним из лауреатов ежегодной премии «Влиятельные женщины Петербурга», проводимой газетой «Деловой Петербург» [35];
- по итогам конкурса банковских сайтов, проводимого Ассоциацией банков Северо-Запада, сайт банка занял третье место;
- представители банка принимали участие в ряде мероприятий: деловой завтрак от журнала «Управление бизнесом»; круглый стол «Малый и средний бизнес - версия 2018», организованном газетой «Деловой Петербург» и порталом TTFinance[36]; конференция малого и среднего бизнеса Ленинградской области – «Развитие кооперации и экспорта. Перспективы, вызовы и возможности».

2019 год
В рамках корпоративного бизнеса реализован ряд мероприятий:
- банк включен в перечень банков, утвержденный Минэкономразвития, для льготного кредитования субъектов МСП по ставке 8,5% годовых[37];

В рамках розничного бизнеса реализованы следующие проекты:
- запущен новый вклад «Джаз»[38];
- расширена терминальная сеть бескомиссинного пополнения карт, в том числе, за счет устройств «ВТБ» и «Почта Банк»;

По части PR-коммуникаций произошли следующие события:
- Президент-Председатель Правления Банка SIAB Галина Фадеевна Ванчикова стала одним из лауреатов ежегодной премии «Влиятельные женщины Петербурга», проводимой газетой «Деловой Петербург» [39];
- проведена экскурсия для клиентов банка на кофейное производство партнера банка – компании IL MIO.
- банк принял участие в мероприятиях: деловой завтрак журнала «Эксперт Северо-Запад»[40], бизнес-марафон «Лучшие практики инновационных проектов» в рамках XIII Петербургского Партнериата.

В 2021 году банк был продан инвестиционному холдингу Finstar Financial Group Олега Бойко. В 2023 году произошло переименование в «Финстар Банк».

## Ребрендинг
Банк провел комплексный ребрендинг в августе 2012 года, который включил в себя:
- Разработку фирменного стиля, логотипа, шрифтов;
- переоформление офисов;
- разработку нового сайта;
- обновление дистанционных сервисов;
- обновление деловой документации и рекламно-информационных материалов[42].

Объём инвестиций в ребрендинг составил 18,5 млн рублей.
Обновление было реализовано совместно с компанией Coruna Branding

## Собственники и руководство
Согласно раскрываемой информации, до 2021 года состав акционеров Банка SIAB выглядел следующим образом:
- Эдуард Таубин, председатель совета директоров — 70,66%
- Андрей Алексеев, член совета директоров — 9,87%
- Галина Ванчикова, президент-председатель правления — 8,73%
- Дмитрий Кузьминов, член совета директоров — 8,73%
- Алексей Митюгов, заместитель президента-председателя правления — 1,33%
- Другие акционеры — 0,67%

Президентом-председателем правления банка являлась Ванчикова Галина Фадеевна.

## Деятельность
Деятельность банка включает в себя корпоративный, розничный и инвестиционный бизнес.
Корпоративный бизнес
Корпоративным клиентам банк предоставляет:
- Расчетно-кассовое обслуживание;
- резервирование расчетного счета;
- все виды кредитования;
- банковские гарантии;
- таможенные карты;
- торговый эквайринг;
- депозиты для бизнеса;
- зарплатный проект.

Среди основных клиентов банка - предприятия торговли, транспорта, пищевой и легкой промышленности. 
Банк активно сотрудничает с Фондом содействия кредитованию малого и среднего бизнеса и Агентством поддержки малого и среднего предпринимательства (АО "АПМСП").
Розничный бизнес
Банк предлагает частным лицам диверсифицированную линейку депозитов, карточные продукты (МИР, Visa, MasterCard), дистанционные сервисы SIAB-Online и SIAB-Mobile, денежные переводы, обмен валюты, сейфинг.
Инвестиционный бизнес
Банк является активным участником рынка ценных бумаг, а также осуществляет операции на фондовом рынке.